# Saargemünd
Saargemünd (ⓘ, amtlich französisch Sarreguemines [saʁɡəmin], lothringisch (fränkisch) Saargemìnn, ⓘ) ist eine französische Stadt mit 20.324 Einwohnern (Stand 1. Januar 2022) im Département Moselle in der französischen Region Grand Est (bis 2015 Lothringen). Die Stadt ist Sitz der Unterpräfektur (Arrondissement Sarreguemines).
Die Einwohner nennen sich Sarregueminois (im örtlichen rheinfränkischen Dialekt Saagemìnner; deutsch Saargemünder).

## Geographische Lage

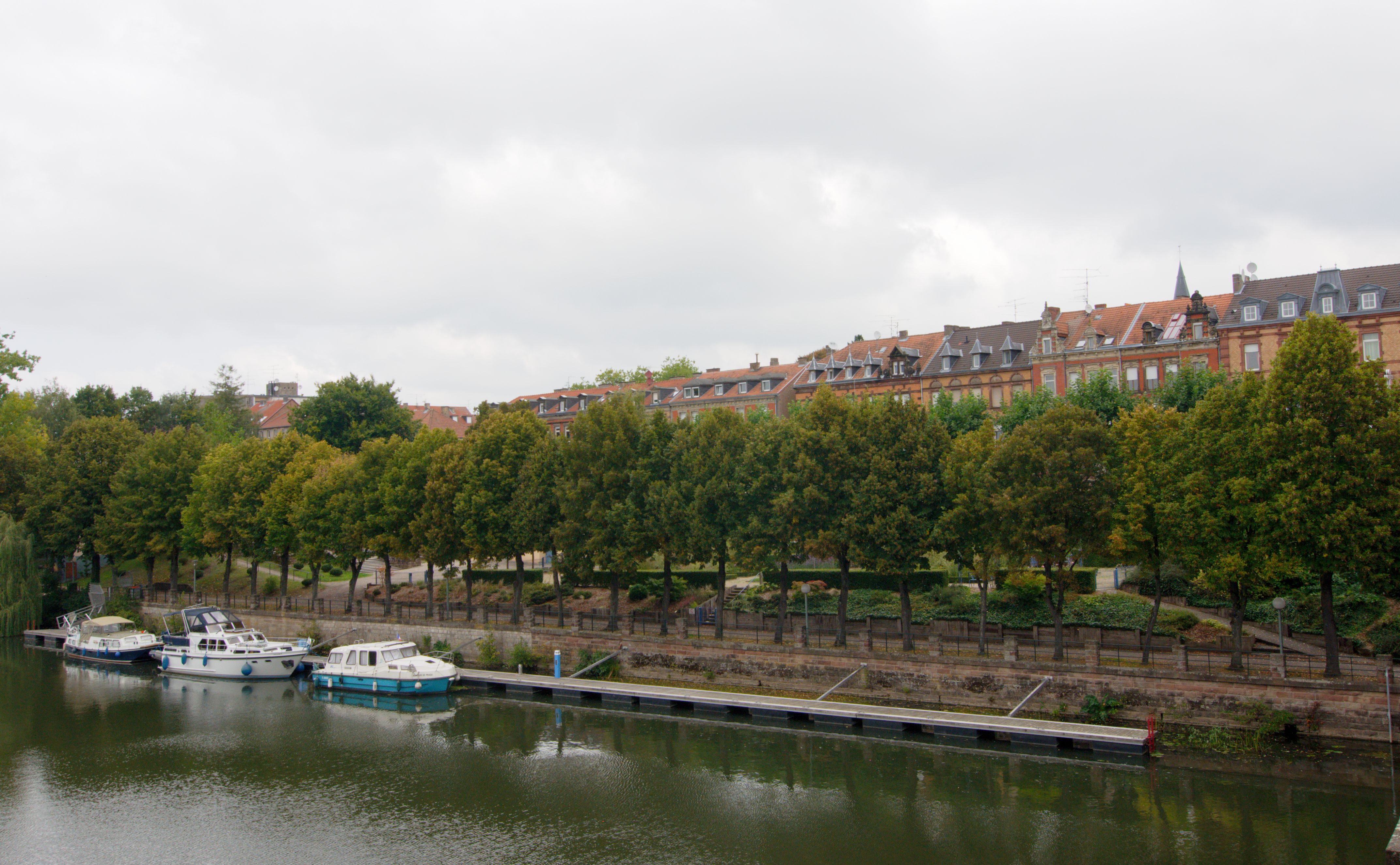
Nordostufer der Saar in Saargemünd, von der Europabrücke aus gesehen

Saargemünd liegt im Nordosten Frankreichs, unmittelbar an der Grenze zum deutschen Bundesland Saarland, auf 222 m ü. NHN.
In Saargemünd mündet die Blies in die Saar, die über den Saarkanal mit dem Rhein-Marne-Kanal (Canal de la Marne au Rhin) verbunden ist.
Zu Saargemünd gehören die Ortsteile Neunkirch-lès-Sarreguemines (Neunkirchen), Welferding (Wölferdingen) (beide 1964 eingemeindet) sowie das 1971 eingemeindete Folpersviller (Folpersweiler).
Nachbargemeinden von Saargemünd sind Kleinblittersdorf im Norden, Blies-Guersviller (Bliesgersweiler) und Frauenberg im Nordosten, Blies-Ébersing (Bliesebersingen) im Osten, Sarreinsming (Saareinsmingen) im Südosten, Rémelfing (Remelfingen) und Neufgrange (Neuscheuern) im Süden, Hambach und Woustviller (Wustweiler) im Südwesten, Ippling (Iplingen) im Westen sowie Rouhling (Ruhlingen) und Grosbliederstroff (Großblittersdorf) im Nordwesten.

## Herkunft des Namens
Der Name ist abgeleitet vom deutschen Wort Gemund (in alten Dokumenten latinisiert gemundia) und bezieht sich auf den Zusammenfluss von Saar und Blies innerhalb des Stadtgebietes.
Alte Namen sind Gaimundas (706), Gamundia (777), Gumunde (1237), Gemindt/Gemündt (1380), Gemüde (1471), Sargemünt (1577), Saargemünde (1592), Sar-gemünd (1636), Gemünd an der Sar (1645), Sargueminde (1661), Zargueminde (1698).

## Geschichte
Der Ort wurde erstmals 706 als Gaimundas erwähnt (Arnulfinger 004 in „Regnum Francorum“) und dann 777 als Gamundia (Tangl, Testament Fulrads, in „Regnum Francorum“). Urkunden von 870, 893 und 906 nennen nur „Blesitchowa“, „Blesingi“ und „Blesiaco“, womit viel eher die Region Bliesgau gemeint ist als der Ort, der aber sicher weiterbestanden hat. Erst 1577 bekommt das ursprüngliche Gemünd mit Sargemünt den Saar-Zusatz. Eine zu Guemunde französisierte Namensform tauchte 1594 auf. Von 1679 bis 1697 war Saargemünd schon einmal französisch besetzt, bevor es 1766 für 105 Jahre zu Frankreich kam.
Im Jahr 1861 hatte Saargemünd 6075 Einwohner. Von 1871 bis 1919 gehörte Saargemünd als Teil des Reichslandes Elsaß-Lothringen zum Deutschen Kaiserreich. Die Stadt war Verwaltungssitz des Landkreises Saargemünd. Um 1900 hatte Saargemünd eine evangelische und eine katholische Kirche, eine Synagoge, ein Gymnasium mit Realschulklassen, eine landwirtschaftliche Winterschule, ein ehemaliges Kapuzinerkloster, eine Oberförsterei, Schifffahrt, ein Hauptsteueramt und war Sitz eines Landgerichts.
Zwischen 1919 und 1940 war es französisch, im Zweiten Weltkrieg wurde es früh von deutschen Truppen besetzt und ab 1940 von NS-Deutschland annektiert (CdZ-Gebiet Lothringen). Anfang Dezember 1944 wurde Saargemünd von amerikanischen Truppen eingenommen, seither gehört es wieder zu Frankreich.

### Wappen
Das Wappen wurde 1610 zum Wahrzeichen der Stadt. Nur wenig später benutzte die Stadt, die im Besitz der Herzöge von Lothringen war, das einfache lothringische Wappen. Am 31. März 1913 bestätigte Kaiser Wilhelm II. auf Bitten der Stadt Saargemünd, das Wappen von 1610 wieder anzunehmen. 1941 versuchten die deutschen Besatzer vergeblich, das Lothringerkreuz aus dem Wappen entfernen.

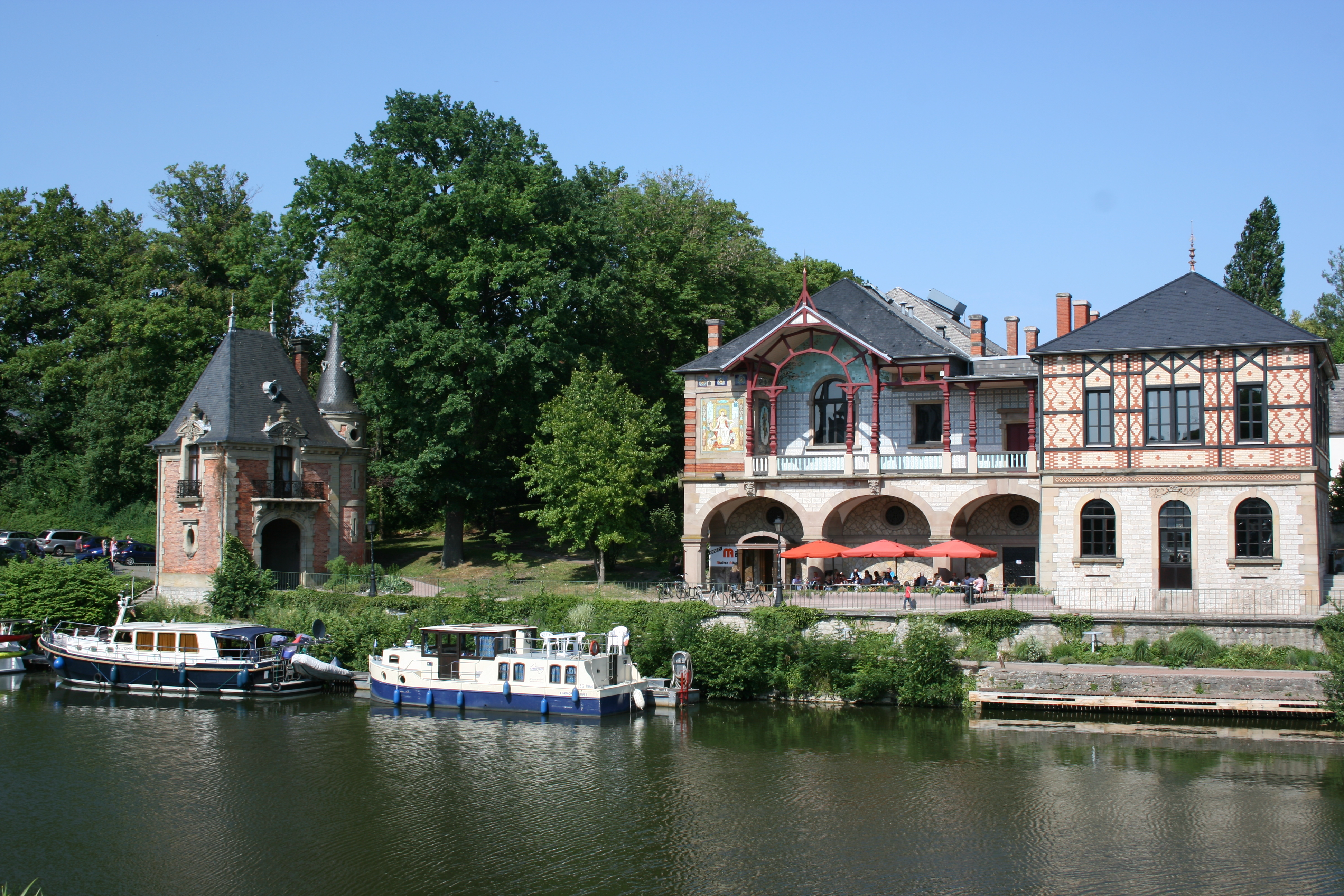
Das Casino am Saarufer

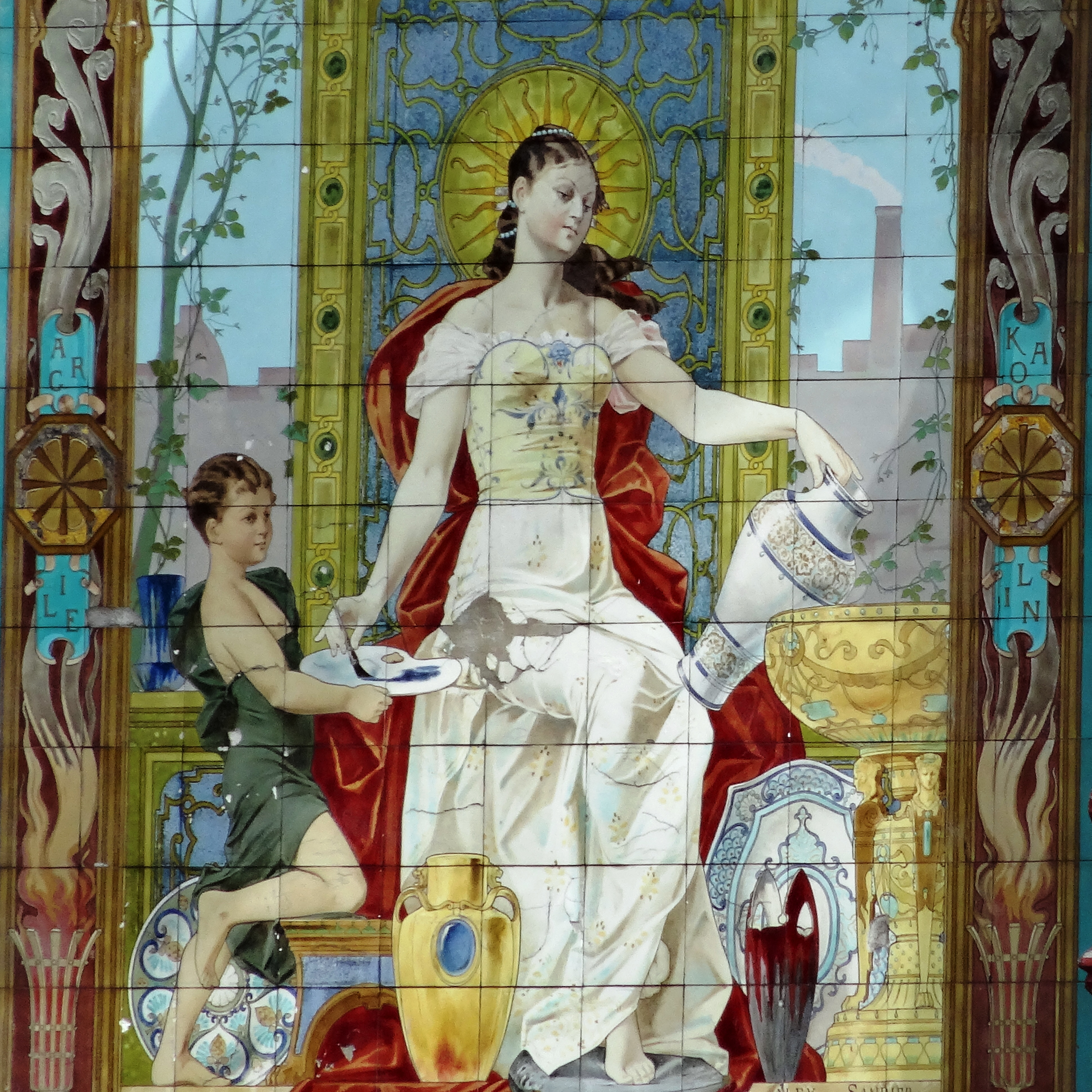
Keramikbild an der Fassade des Casinos

### Demographie
| Jahr | Einwohner | Anmerkungen |
| ---- | --------- | --- |
| 1861 | 6.075     | [ 4 ] |
| 1871 | 6.863     | in 577 Gebäuden, darunter 685 Protestanten, sechs Mennoniten und 364 Israeliten                                                                                               |
| 1872 | 6.871     | am 1. Dezember, in 577 Häusern; nach anderen Angaben 6802 Einwohner |
| 1880 | 9.573     | am 1. Dezember, auf einer Fläche von 1019 ha, in 728 Wohnhäusern, davon 7400 Katholiken, 1774 Protestanten und 380 Juden                                                      |
| 1885 | 10.719    | davon 8157 Katholiken, 2168 Evangelische und 366 Juden |
| 1890 | 13.076    | [ 4 ] |
| 1905 | 14.932    | mit der Garnison (vier Eskadrons bayerische Chevaulegers Nr. 5, ein bayerisches Infanterieregiment Nr. 23); meist katholische Einwohner nach anderen Angaben 14.919 Einwohner |
| 1910 | 15.384    | davon 11.495 Katholiken, 3384 Evangelische und 436 Juden; 611 mit französischer Muttersprache und 58 mit italienischer Muttersprache                                          |

| Jahr      | 1962   | 1968   | 1975   | 1982   | 1990   | 1999   | 2007   | 2019   |
| Einwohner | 17.866 | 24.846 | 25.684 | 24.763 | 23.117 | 23.202 | 21.835 | 20.635 |

## Sehenswürdigkeiten
Bekannt ist die Stadt für ihre einst blühende Keramikproduktion. Die um die ehemalige „Wackenmühle“ herum an der Blies gelegene Fertigungsstätte der alten Fayencerie (Steingutmanufaktur) ist als Museum mit dem Namen Bliesmühle hergerichtet und kann besichtigt werden, zudem die Schenkung France und Wolfgang Kermer mit Werken von rund einhundert französischen Keramikern aus dem Zeitraum 1970–2000. Der im ehemaligen Fabrikareal angelegte Garten wurde nach seiner Restrukturierung in das Ensemble der Gärten ohne Grenzen der Großregion SaarLorLux aufgenommen. Insbesondere aus der Epoche des Jugendstils stammen bedeutende Bauwerke. Eine besondere Sehenswürdigkeit ist das Casino am Saarufer. Bei diesem Gebäude handelt es sich um ein Bauwerk, das für die Arbeiter der Fayencerie errichtet wurde. Es enthält einen Saal für kulturelle Veranstaltungen sowie ein Restaurant. Die Fassade wird von Keramikbildern geziert.

### Die Steingutfabrik Utzschneider

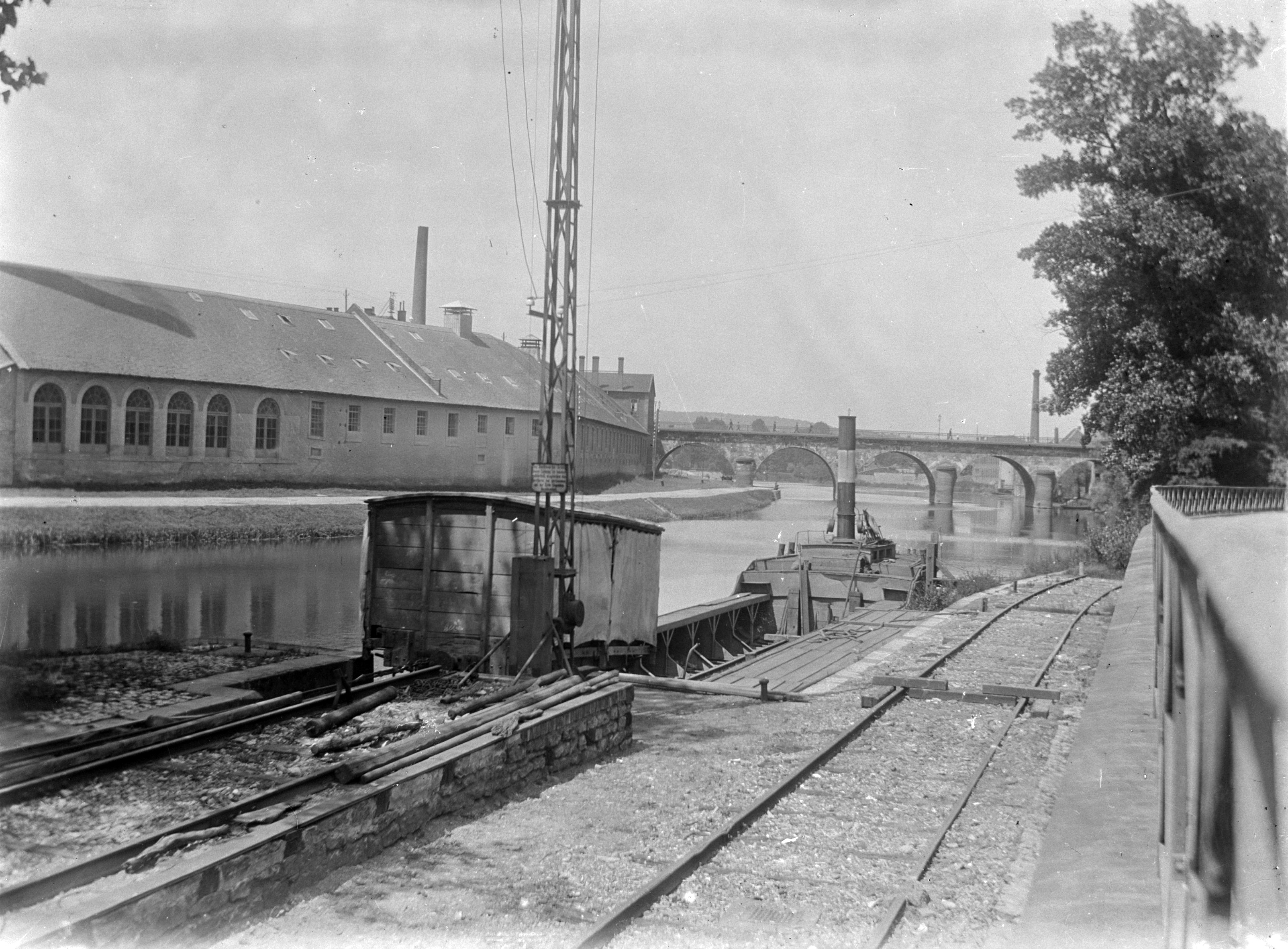
Steingutfabrik (ca. 1910)

Gegen 1790 gründeten drei Straßburger eine Töpferei in Saargemünd in einer alten Mühle. 1799 kaufte der junge Paul Utzschneider, der aus Bayern stammte, die Anteile von zweien der Partner und gründete mit dem Dritten Joseph Fabry die Gesellschaft Fabry Utzschneider et companie. Paul Utzschneider baute die Produktion aus, im Jahr beschäftigte er 170 Arbeiter an 7 Öfen. Durch die Kontinentalsperre unterstützt, begann er englisches Steingut zu imitieren, insbesondere Wedgwood mit seinen exotischen Dekors. Er führt auch neue Sorten ein, sehr feines Steingut, das mit Porzellan konkurrierte. 1836 übergab er die Produktion an seinen Schwiegersohn, den Baron Alexandre de Geiger. Die Fabrik beschäftigte 300 Arbeiter, die Öfen wurden mit Kohle betrieben. Um die Fabrik zu vergrößern und zu modernisieren, verbündete er sich mit den Familien Villeroy und Boch im benachbarten Saarland. Zwischen 1858 und 1869 wandelt er die Manufaktur in eine industrielle Fabrik um. Er begann auch Majolika zu produzieren, farbige Kacheln im italienisch-maurischen Stil. Nach der Annexion von Elsass-Lothringen 1871 verließ er die Stadt, zog nach Paris und übergab die Geschäfte seinem Sohn Paul, der schon ab 1859 mitarbeitete und einzelne Fabriken leitete. Da Exporte nach Frankreich mit 15 % Steuer belastet wurden, gründete er in Digoin (Frankreich) eine neue Fabrik und etwas später ein neues Lager in Vitry-le-François. 1890 begann er, Bau-Keramik zu produzieren, bunte Keramikelemenete, die repräsentative Gebäude verzieren. Man kann sie heute noch am Casino und am Musée de la Faïence in Saargemünd sehen. 

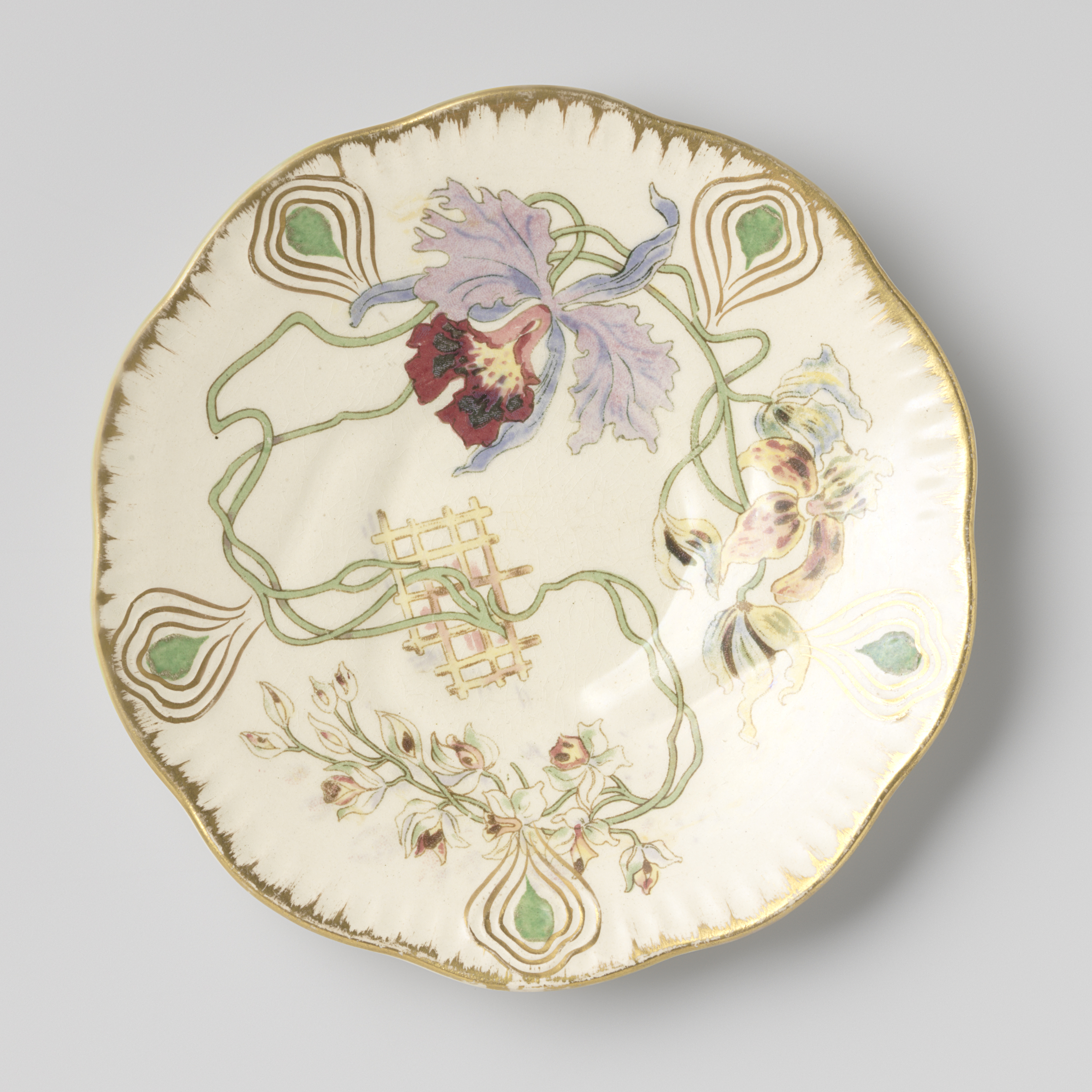
Teller der Steingutfabrik Utzschneider, 1900–1925

 1913 lief die Übergangsfrist für ehemals französische Firmen in Lothringen ab, sie mussten sich entscheiden, ob sie weiterhin französisch sein oder deutsch werden wollten. Paul de Geiger entschied sich, 2 neue Gesellschaften zu gründen: La Société Utzschneider et Compagnie in Saargemünd und Les Etablissements céramiques Digoin, Vitry-le-François et Paris in Frankreich. Er starb kurz darauf. Nach dem Kriegsende wurde Lothringen wieder französisch und die beiden Firmen fusionierten unter dem Namen Faïenceries de Sarreguemines Digoin et Vitry-le-François. Bis zum Zweiten Weltkrieg wurde die Produktion erweitert, neue Gebäude entstanden. 1939 wurde Saargemünd evakuiert, die Produktion wurde eingestellt. Ab 1940 wurde die Fabrik von den deutschen Besatzern wieder eröffnet und 1942 von Villeroy & Boch übernommen. Saargemünd lag nach der Befreiung 1944 in Ruinen, auch die Fabriken von Utzschneider. Die Fabrikation wurde wieder aufgenommen, mit moderneren Verfahren wie Tunnelöfen. Wirtschaftliche Probleme stellten sich ein, schließlich wurde die Firma 1979 vom Konkurrenten Lunéville Saint-Clément übernommen, der Saargemünder Teil firmierte unter Sarreguemines bâtiment. Die Produktion in Saargemünd wurde eingestellt, Steingut unter der Marke Sarreguemines wird heute (2021) in Digoin und Saint-Clément hergestellt.

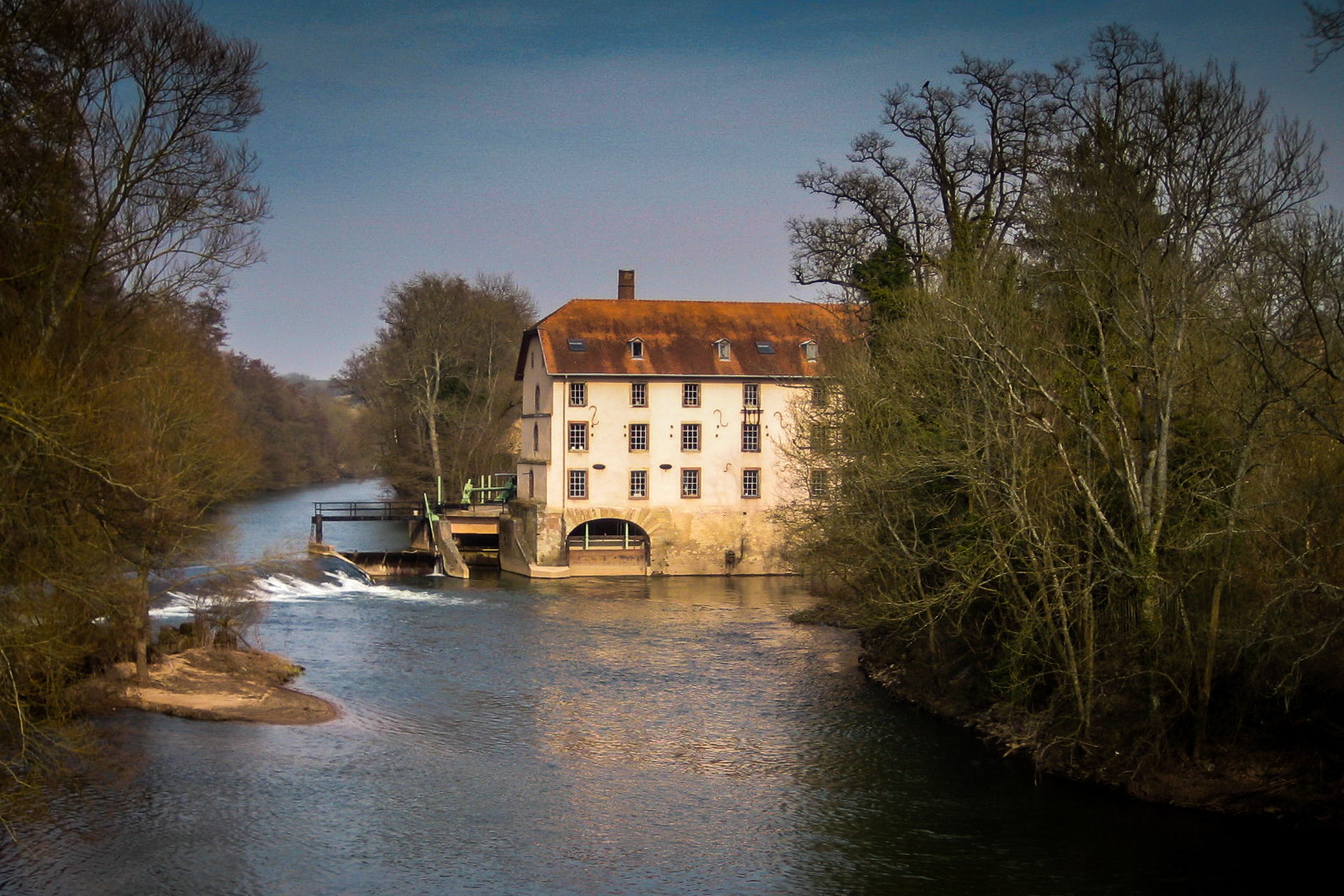
Saargemünd, Keramikmuseum Bliesmühle
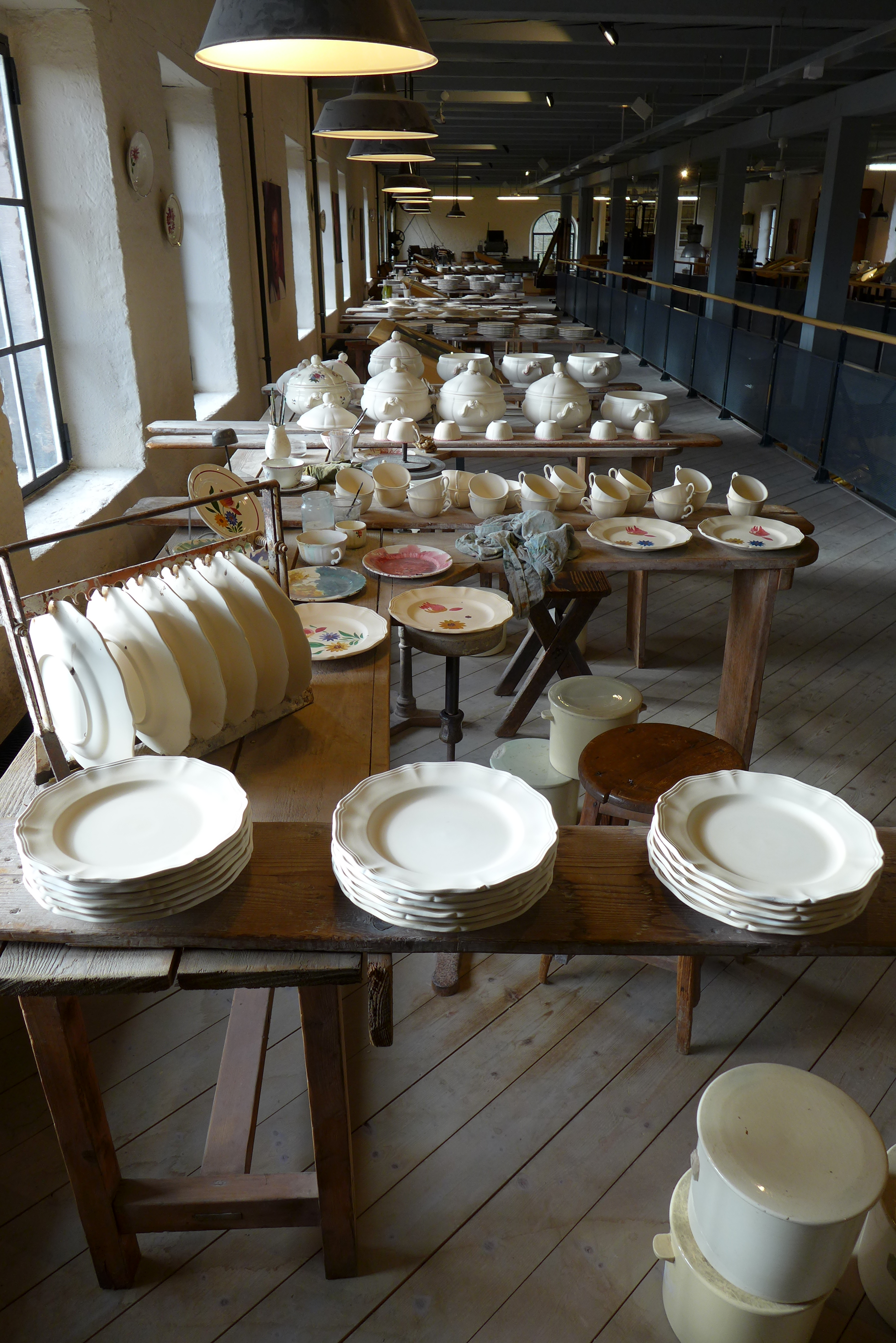
Saargemünd, Keramikmuseum Bliesmühle
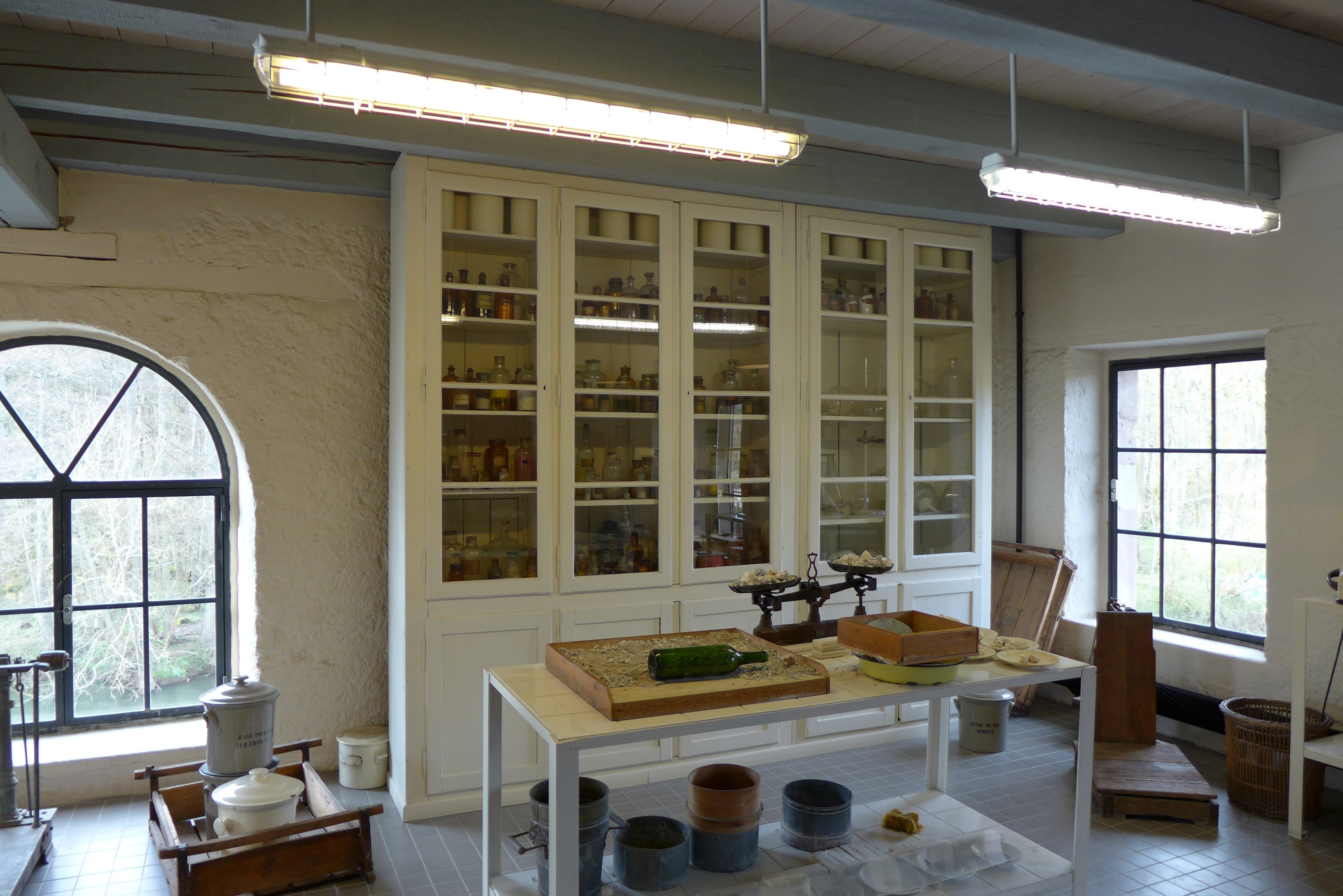
Saargemünd, Keramikmuseum Bliesmühle
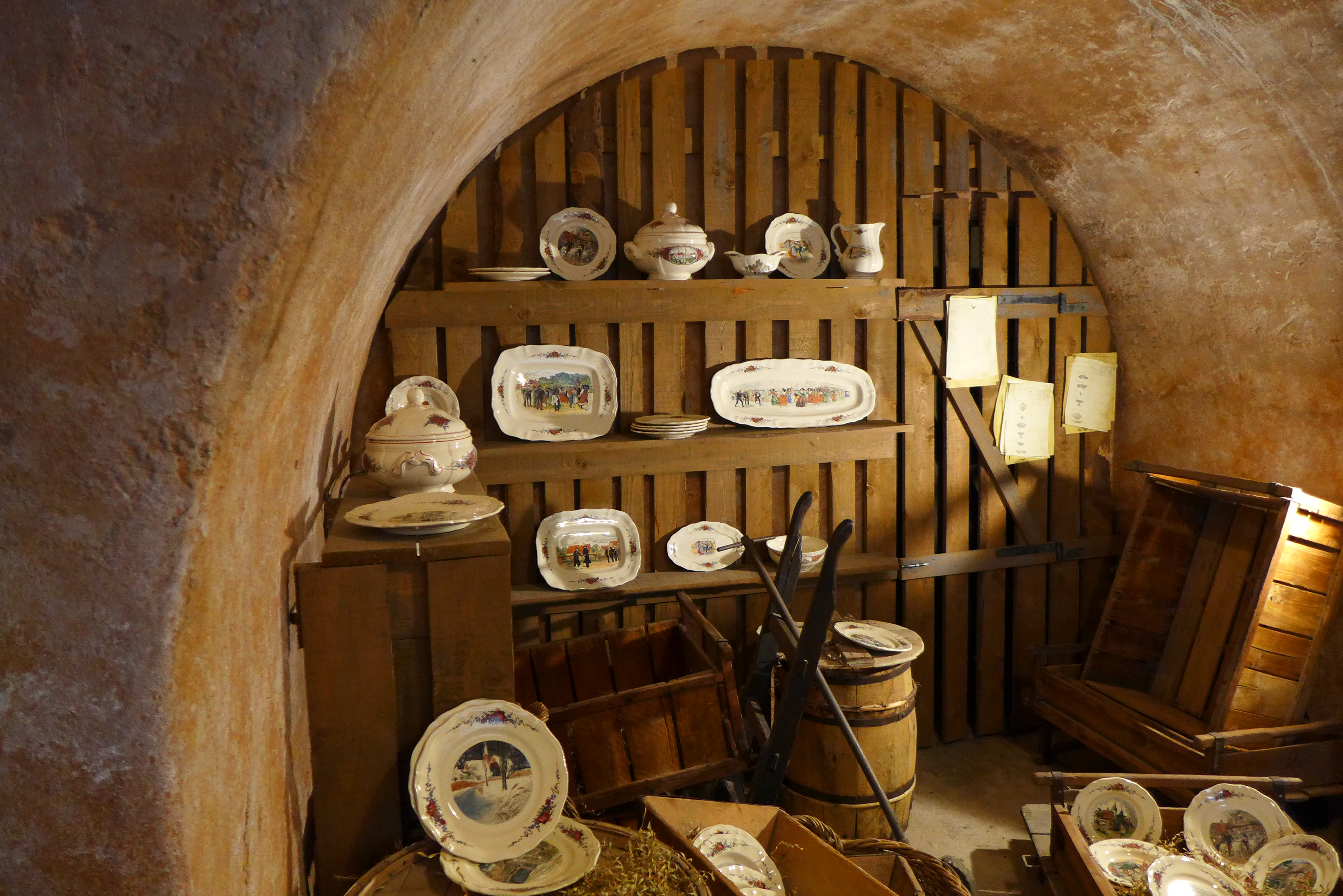
Saargemünd, Keramikmuseum Bliesmühle
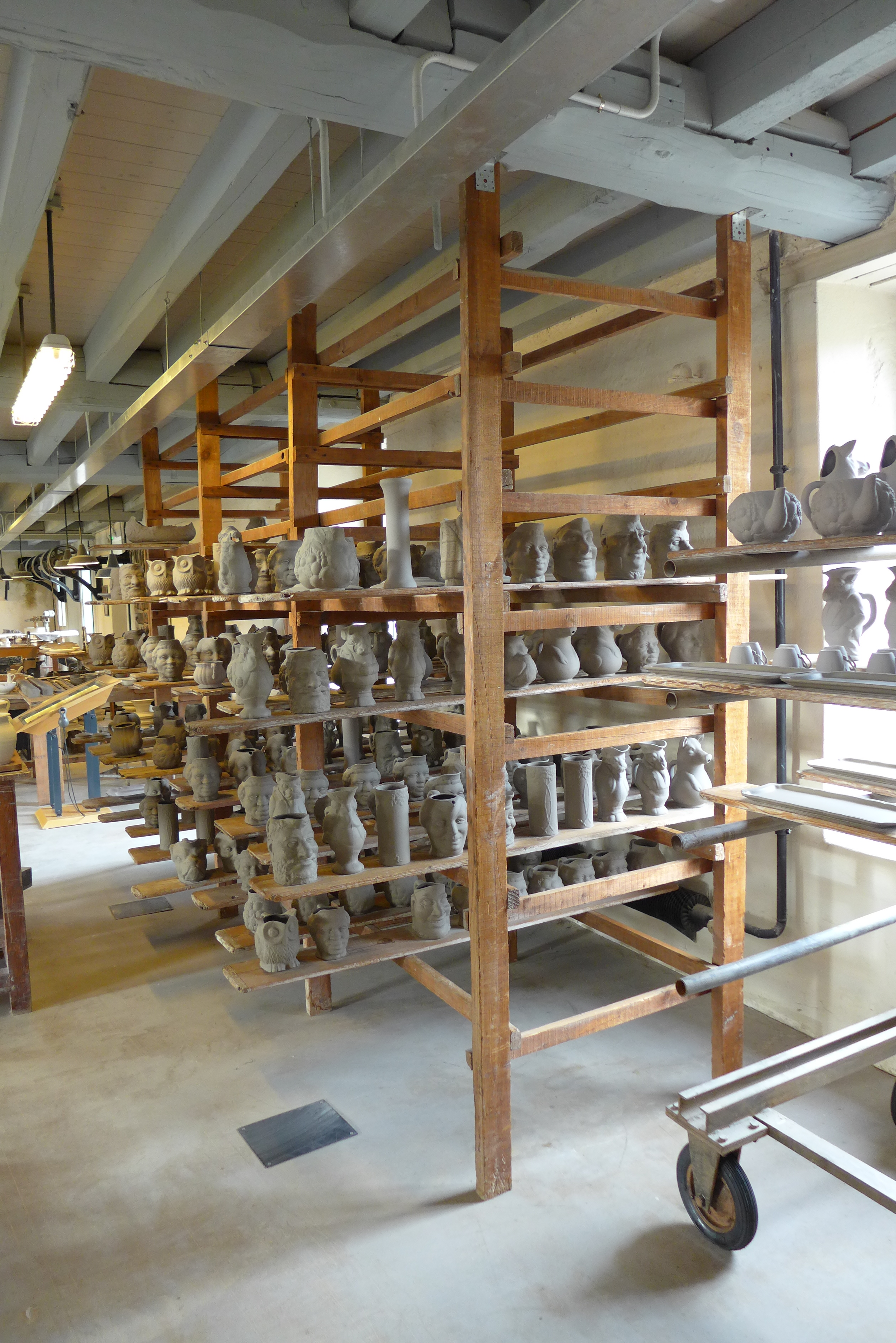
Saargemünd, Keramikmuseum Bliesmühle

### Arbeitersiedlung der Keramikfabrik
1868 wurde eine Arbeitersiedlung (Cité ouvrière) rechts der Saar neben der Fabrik, heute Avenue Cité des Faïenceries, gebaut. Zweistöckige Doppelhäuser mit je 4 Wohnungen in 3 Reihen zu je 4 Häusern. In einer 4. und 5. Reihe standen größere Häuser, die in der Zwischenzeit zum Teil abgerissen wurden. Jedes Haus ist von einem Garten umgeben, der der Selbstversorgung diente. Die Fabrik am Saarufer war fußläufig erreichbar. Die Siedlung entsprach dem Gartenstadt Modell: kleine Wohneinheiten mit viel Platz für Licht und Luft. Die Belegung der Wohnungen entsprach der Hierarchie in der Fabrik: die höheren Angestellten (cadres) bewohnten die erste Reihe, dann kamen die Vorarbeiter (chefs d'équipe) und schließlich die einfachen Arbeiter. Es gab größere Wohnungen für kinderreiche Familien. Die Mieten waren so niedrig, dass die Fabrik immer Verluste ausgleichen musste.
Auch nach dem Niedergang ab 1978 und der Schließung der Fabrik 2007 blieb die Siedlung bestehen, nach 2000 wurde sie durch neue, moderne Häuser im selben Stil erweitert.

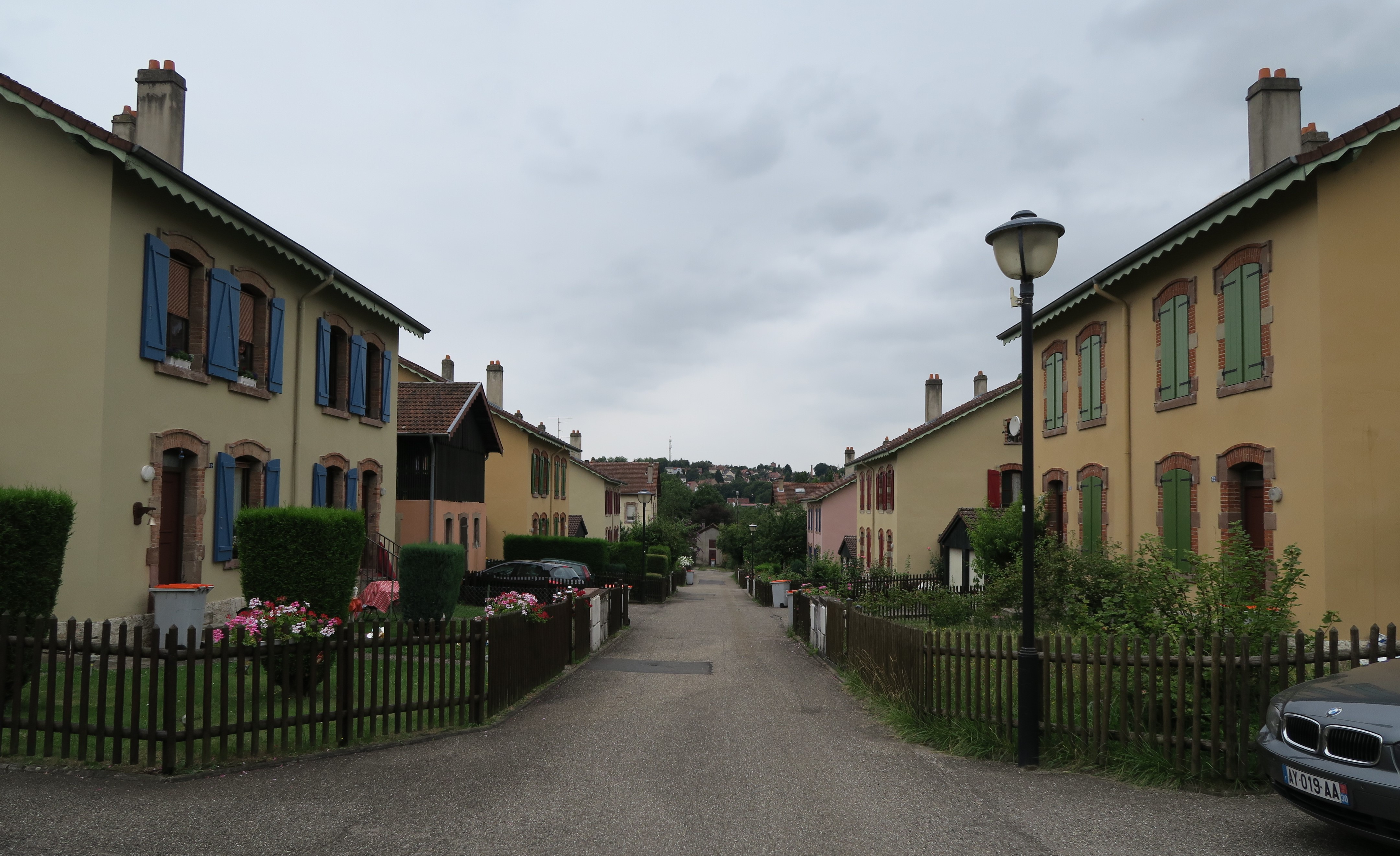
Straße in der Arbeitersiedlung
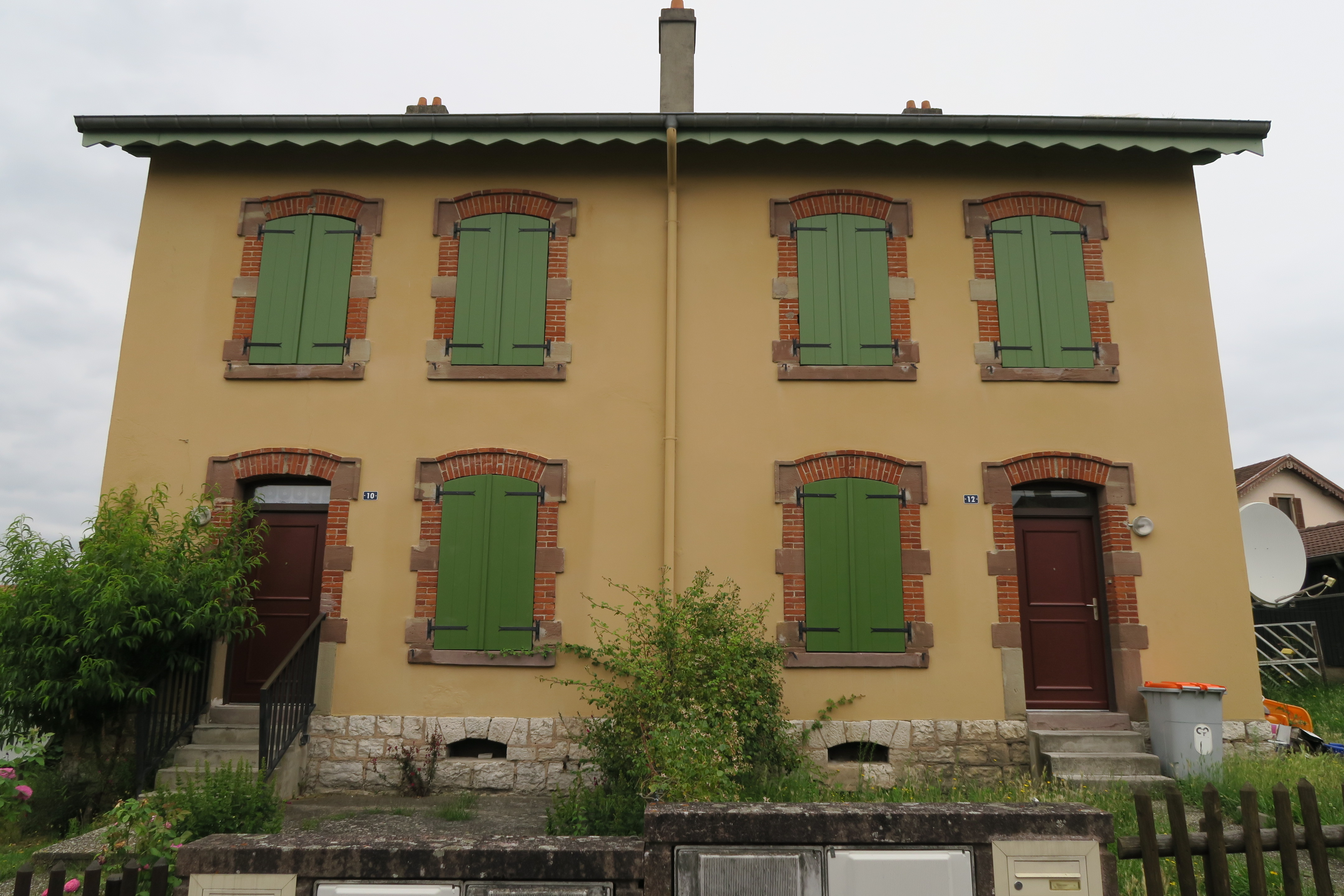
Haus in der Arbeitersiedlung
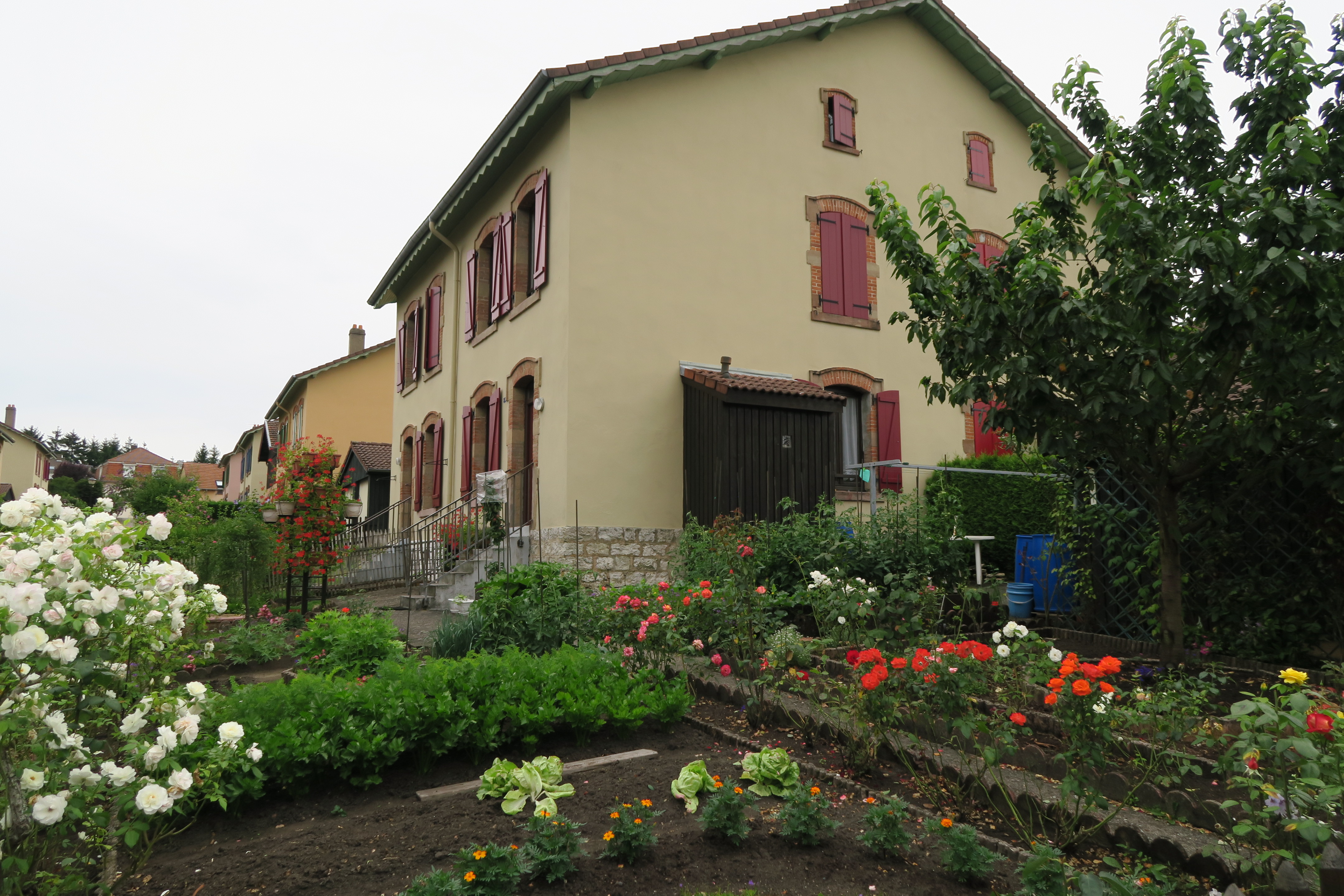
Garten in der Arbeitersiedlung

## Kultur
Die Stadt verfügt über ein reichhaltiges kulturelles Angebot.
- Seit einem Jahrzehnt wird jährlich das Mundart-Festival „Mir redde platt“ ausgerichtet. Es dient der Erhaltung der regionalen (deutsch-)lothringischen Mundart, die ihre Wurzeln im Rheinfränkischen hat. Das Festival erstreckt sich über mehrere Wochen und verbindet in einem reichhaltigen Veranstaltungsprogramm die Bereiche Kunst, Kultur und Wissenschaft.
- Im März eines jeden Jahres findet eine Antik-Keramikmesse statt. Sie wird veranstaltet im Hinblick auf die lange Keramiktradition der Stadt, die im 20. Jahrhundert zu den führenden Keramikherstellern Europas gehörte. Angeboten werden kunsthandwerkliche Objekte wie Steingut, Porzellan, Feinsteinzeug, Emaille, Terrakotten und Majoliken.
- Neben dem Rathaus befindet sich ein Keramik-Museum, dessen ursprünglicher Wintergarten mit künstlerisch wertvollen Keramikwänden ausgestattet ist. Neben einer ständigen Ausstellung keramischer Objekte finden regelmäßig Wechselausstellungen statt.
- Ende Juni eines jeden Jahres findet über einen Zeitraum von einigen Tagen in der gesamten Innenstadt das Saint Paul Festival statt. Kernpunkt des Festivals ist ein traditioneller Markt, auf dem regionale Produkte jedweder Art angeboten werden. Einen weiteren Schwerpunkt bildet das „Straßentheater-Festival“, das Bestandteil des St.-Paul-Festivals ist und mittlerweile eines der beliebtesten Festivals seiner Art in Ostfrankreich ist.
- An einem August-Wochenende findet die Vélo SaarMoselle statt, eine Veranstaltung, die Radwandern mit Kulturerlebnissen und Kulinarik verbindet. An zahlreichen Orten einer Tages-Rundstrecke, die auch über die Grenze ins benachbarte Saarland führt, werden kulturelle Veranstaltungen wie auch kulinarische Spezialitäten der Region angeboten.
- Seit einigen Jahren verfügt die Stadt über eine Mediathek, in der auch kulturelle Veranstaltungen wie das oben erwähnte Festival „Mir redde platt“ stattfinden.

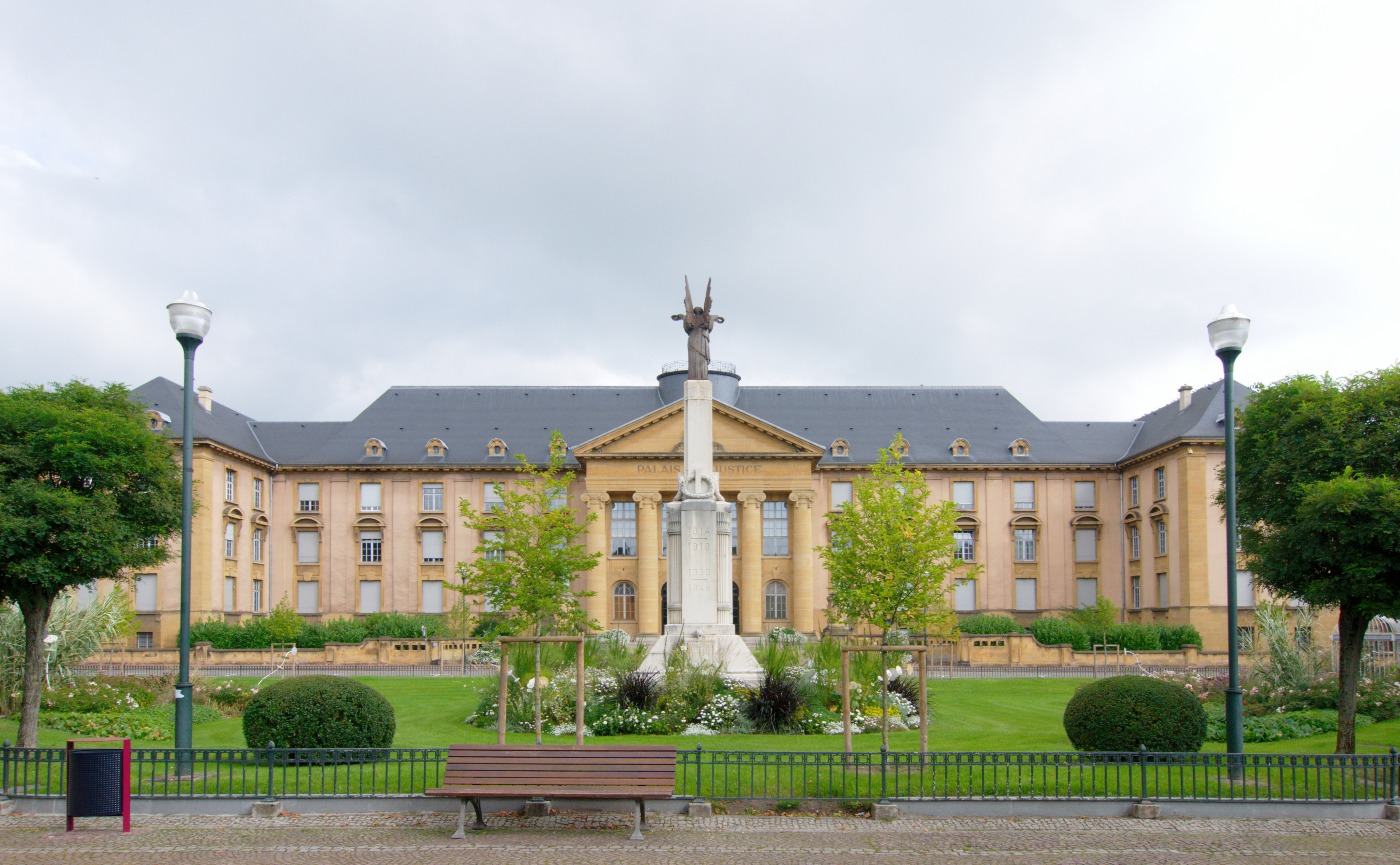
Justizpalast
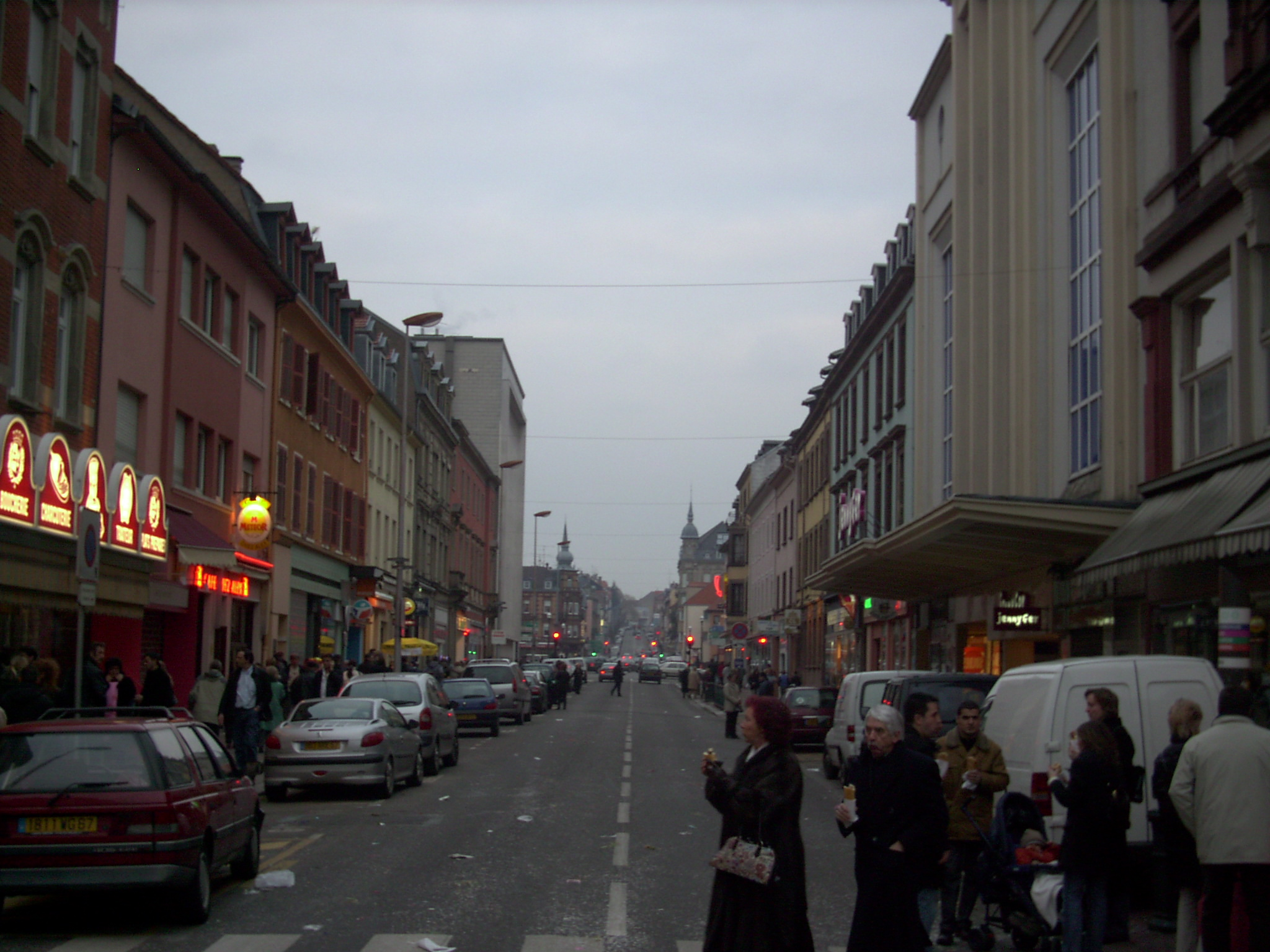
Stadtleben
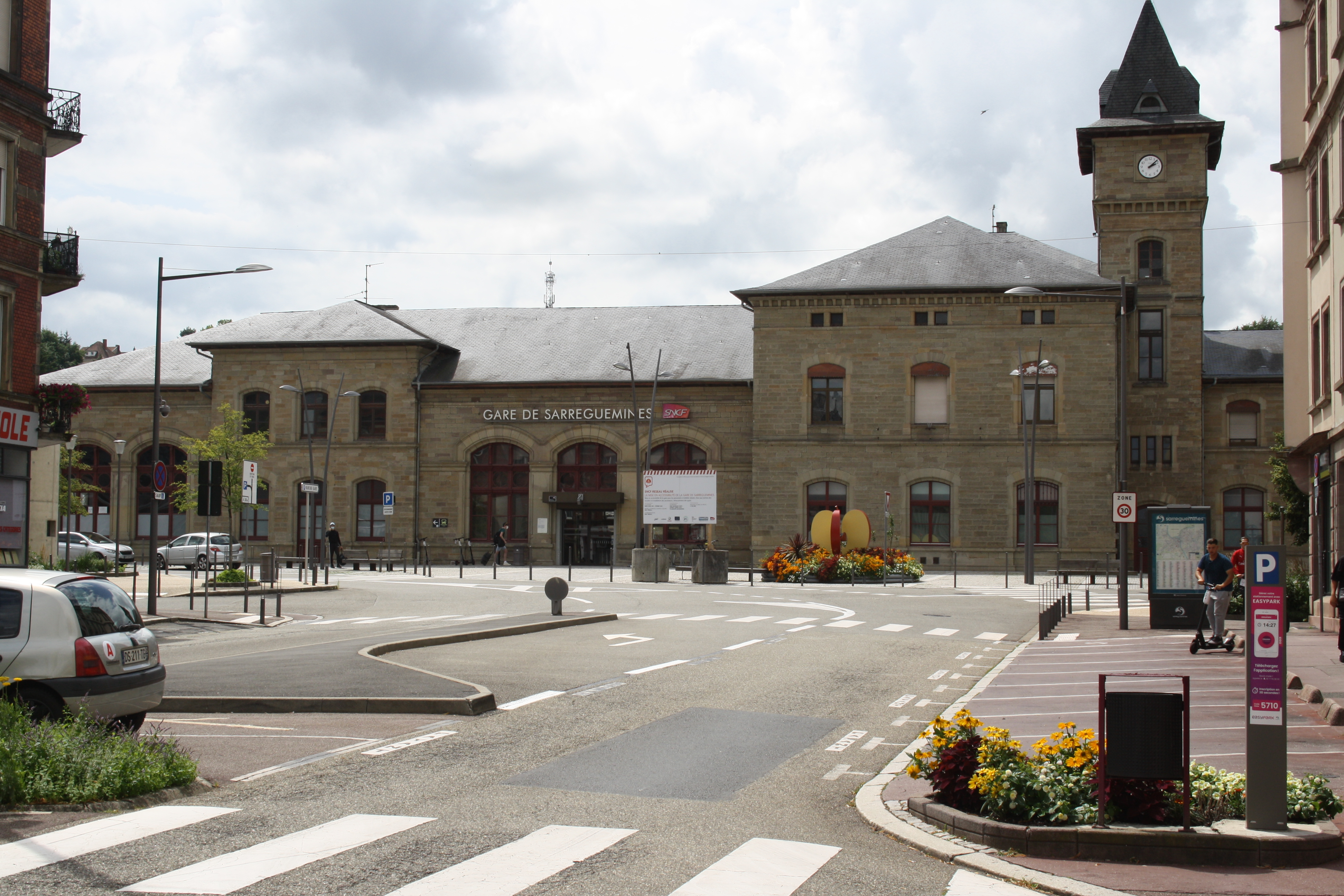
Bahnhof Saargemünd
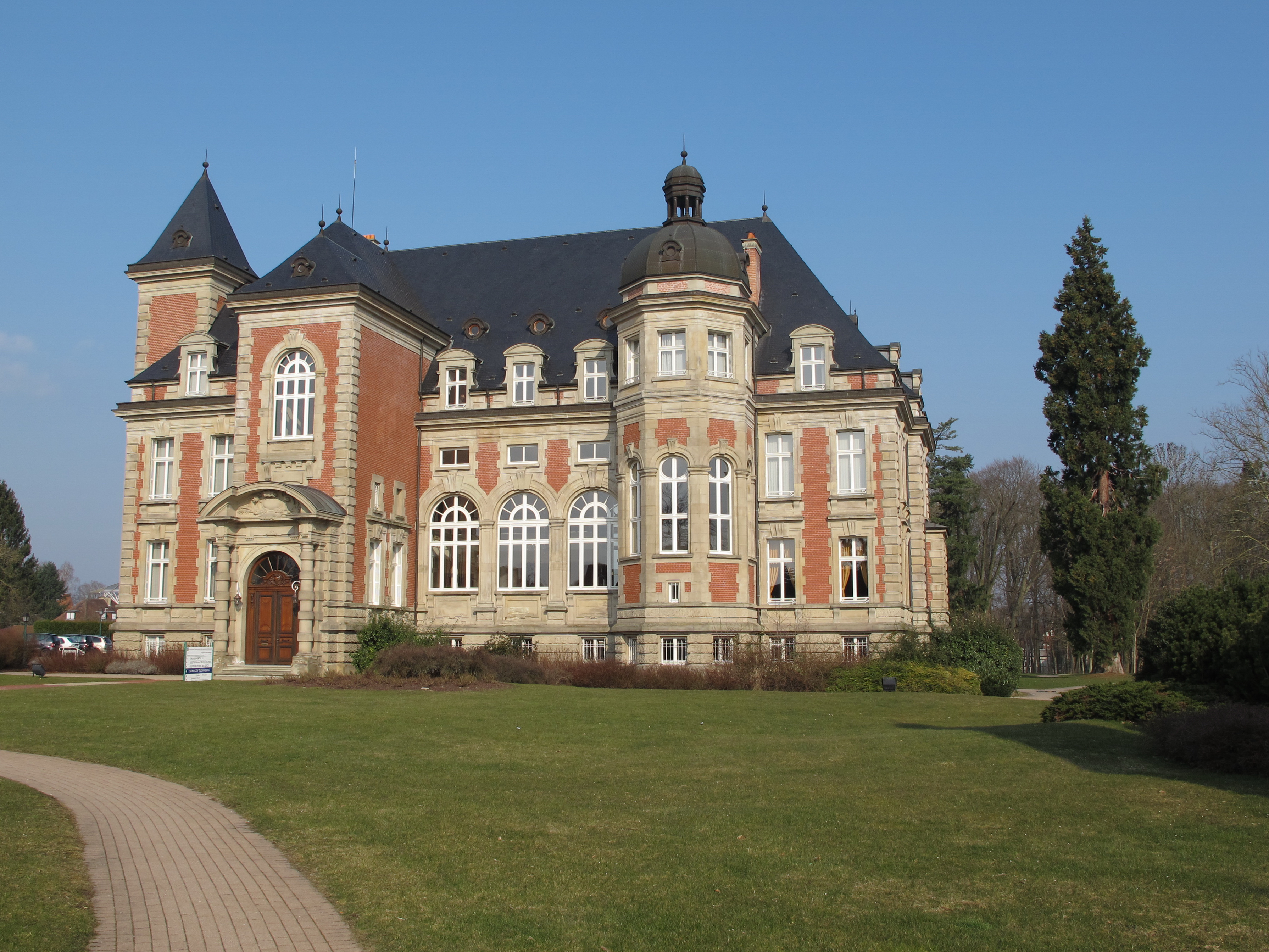
Villa Utzschneider (1906)
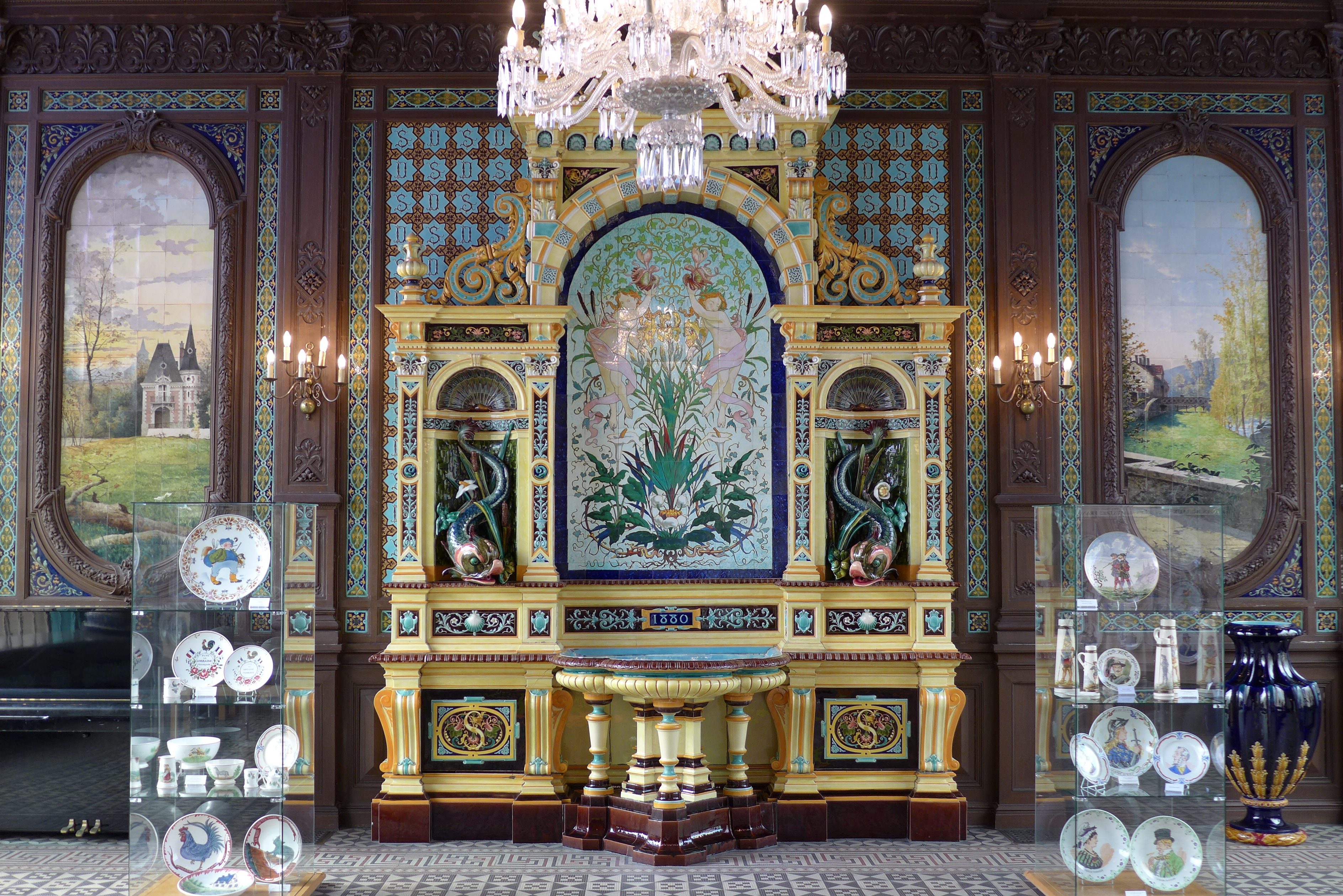
Keramikmuseum, Villa Geiger, Wintergarten

## Wirtschaft
Saargemünd liegt an der Grenze zum Saarland und hat eine gemeinsame Wirtschaftsgeschichte mit der deutschen Region. Die traditionelle Keramikindustrie ist in Saargemünd verschwunden und durch Metallverarbeitung und Automobilzulieferer ersetzt worden. Auch in den 2020er Jahren bietet Saargemünd viele Arbeitsplätze: 11.000 bei einer Bevölkerung von ca. 20.000. Vorteilhaft für die Ansiedlung neuer Industrien ist die gute Verkehrsanbindung an das französische und deutsche Autobahnnetz, die Saar spielt keine Rolle mehr als Verkehrsweg. Die Ansiedelung wird von La Communauté d’Agglomération Sarreguemines Confluences (Die Stadtgemeinde Saargemünd – Mündung von Blies in die Saar) organisiert. Ab den 1970er Jahren, als das Ende der Keramikindustrie absehbar war, wurden Flächen zur industriellen Nutzung ausgewiesen, zunächst für die traditionelle Metallverarbeitung wie die Fonderie de Lorraine, ein Zusammenschluss von ZF Friedrichshafen und der Voit Automotive, gegründet 1995, dann siedelten sich, wie im Saarland, immer mehr Automobilzulieferer an wie Continental AG und Clarios. Viele Saargemünder sind zweisprachig und arbeiten in den deutschen Werken über der Grenze. Im Jahr 1997 eröffnete Mercedes-Benz in Hambach ein Werk zur Produktion von Smart Automobilen, welches von einer Reihe von Zulieferern umgeben war. Nachdem Mercedes ab 2019 die Produktion nach China verlegt hatte, baut hier Ineos seit 2022 die Grenadier Automobile. 2023 kündigte der französische Staat an, für 710 Mio. € eine Solarpanel Fabrik mit 1700 Arbeitsplätzen in Saargemünd bauen zu wollen.

## Verkehr

### Straßenverkehr
Über die Route nationale 61 ist die Stadt an die südlich verlaufende Autoroute A4 (Paris-Straßburg) und über die Bundesstraße 51 sowie die N61 an die Autoroute A320 bzw. die Bundesautobahnen 6 und 620 angebunden.

### Bahnverkehr

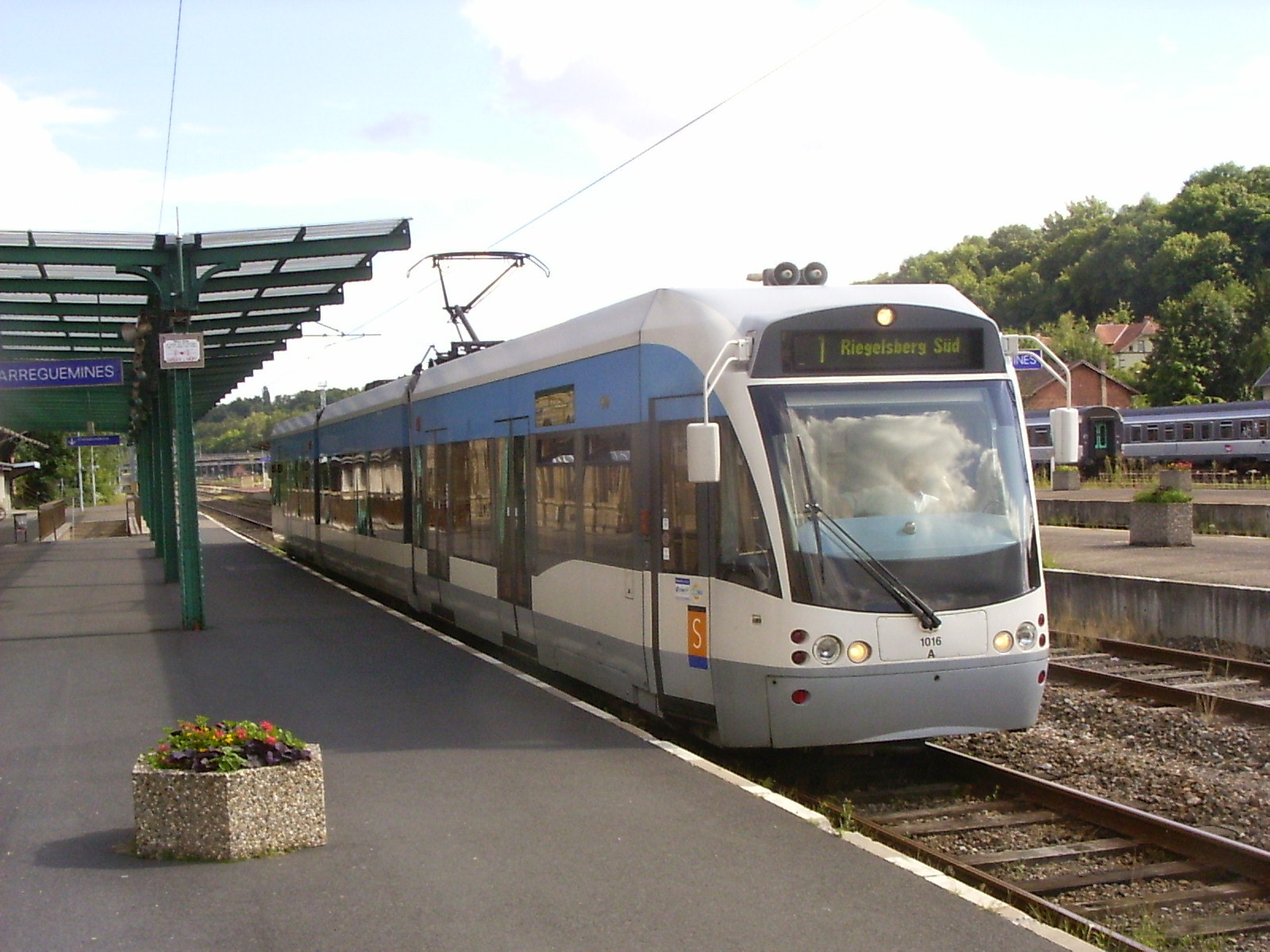
Zug der Saarbahn an Gleis A im Bahnhof Sarreguemines

Bis 1945 war die Stadt über die Bliestalbahn über Blieskastel bis Homburg an die Bahnstrecke Mannheim–Saarbrücken angebunden. Der Personenverkehr wurde nach dem Krieg nicht wieder aufgenommen. Bis 1954 wurde von der SNCF die Strecke bis Bliesbruck betrieben.
Die Stadt war auch bis 1996 durch die Bahnstrecke Haguenau–Falck-Hargarten über Bitsch und Niederbronn mit Haguenau verbunden sowie bis 2000 durch die Bahnstrecke Berthelming–Sarreguemines über Sarralbe und Sarre-Union mit Sarrebourg. Züge kehrten danach bis 2011 in Bitsch und bis 2018 in Sarre-Union um, und seither werden beide Abschnitte im Schienenersatzverkehr durch Busse bedient.
Zeitweise gab es auch direkte Zugverbindungen über Château-Salins mit Nancy durch die Bahnstrecke Champigneulles–Sarralbe und über Creutzwald mit Diedenhofen.
Heute verkehren Züge nur noch auf den Strecken in Richtung Metz, Saarbrücken und Straßburg. Seit 1997 gibt es die Saarbahn, welche Saargemünd über die Bahnstrecke Saarbrücken–Saargemünd direkt mit der Saarbrücker Innenstadt und weiteren saarländischen Gemeinden im Nahverkehr verbindet. Die Züge fahren in den Hauptzeiten im 30 Minuten-Takt.
→ Zur Geschichte des Bahnhofes und seiner Strecken siehe Bahnhof Saargemünd

### Radwege
Saargemünd ist Knotenpunkt verschiedener Radfernwege. Nach Süden führt der Radweg auf dem ehemaligen Leinpfad am Saarkanal entlang bis zum Rhein-Marne-Kanal. Nach Norden begleitet der Radweg die Saar bis zur Mündung in die Mosel bei Konz. Nach Osten führt der Glan-Blies-Radweg an Blies und Glan bis Staudernheim an der Nahe.

### Wasserstraßen
Saargemünd liegt an der Saar, die von hier ab schiffbar ist. Flussaufwärts beginnt der Saarkanal, der mit dem Canal de la Marne au Rhin verbunden ist.

## Städtepartnerschaft
- Gmünd in Niederösterreich

## Persönlichkeiten
- Jean-Pierre Bachasson de Montalivet (1766–1823), Innenminister unter Napoléon Bonaparte
- Jakob Christian Schmeltzer (1770–1864), deutscher Beamter, Landrat von Saarlouis
- Camille Crémer (1840–1876), französischer General
- Caroline Kauffmann (1852–1926), französische Feministin und Suffragette
- Alfred Döblin (1878–1957), deutscher Psychiater und Schriftsteller
- Karl Offermann (1884–1956), Politiker (NSDAP)
- Eberhard Hanfstaengl (1886–1973), deutscher Kunsthistoriker
- Josefa Pernstich (1886–1940), deutsche Malerin
- Robert Karl Wenger (1886–1922), deutscher Meteorologe, Geophysiker und Physiker, Hochschullehrer
- Henri Bacher (1890–1934), Maler und Grafiker
- Hans Traut (1895–1974), deutscher Offizier, Generalleutnant
- Georg Eißer (1898–1964), deutscher Assyriologe
- Fritz Theodor Epstein (1898–1979), deutsch-US-amerikanischer Historiker und Hochschullehrer
- Toni Huppertz (1900–1945), deutscher Drehbuchautor und Regisseur
- Kurt Schmaltz (1900–1995), deutscher Professor, Wirtschaftswissenschaftler und Manager
- Marianne Oswald (1901–1985), deutsch-französische Sängerin
- Bodo Küttler (1906–?), Berliner Bauingenieur, Architekt und Denkmalpfleger
- Karl Ullrich (1910–1996), deutscher Offizier im Zweiten Weltkrieg
- Rudolf Stark (1912–1966), deutscher Klassischer Philologe und Hochschullehrer
- Jean-Marie Rausch (1929–2024), französischer Politiker, Bürgermeister von Metz
- Roland Minnerath (* 1946), seit 2004 Erzbischof von Dijon
- Michel Roth (* 1959), französischer Koch
- Gallo Weiss (* 1963), französischer Jazzgitarrist
- Moreno Winterstein (* 1963), französischer Jazzgitarrist
- Charles Haffner (* 1976), französischer Fußballspieler
- Mayo Hubert (* 1977), französischer Jazzgitarrist
- Éric Hassli (* 1981), französischer Fußballspieler
- Matthieu Sprick (* 1981), französischer Radrennfahrer
- Lucile Dreidemy (* 1985), Professorin
- Johan Guilbert (* 1989), Pokerspieler und Webvideoproduzent
- Aurélie Muller (* 1990), Freiwasserschwimmerin
- Erza Muqoli (* 2005), Sängerin

## Belege
1. ↑  Franz Xaver Kraus: Kunst und Alterthum in Elsass-Lothringen. Beschreibende Statistik. Band III: Kunst und Althertum in Lothringen, Friedrich Bull, Straßburg 1886, S. 898–905, insbesondere S. 898.
2. ↑  Dictionnaire topographique de l'ancien département de la Moselle – Ernest de Bouteiller (Geschrieben 1868)
3. ↑  Eugen Hugo Theodor Huhn: Deutsch-Lothringen. Landes- und Volkskunde. J. G. Cotta, Stuttgart 1975, S. 38.
4. 1 2 3 4 5  Michael Rademacher: Deutsche Verwaltungsgeschichte von der Reichseinigung 1871 bis zur Wiedervereinigung 1990. Online-Material zur Dissertation, Osnabrück 2006. In: eirenicon.com. Abgerufen am 10. Mai 2023.
5. ↑  Programm des Kollegiums zu Saargemünd für das Schuljahr 1872–1873 (Digitalisat)
6. 1 2  Meyers Großes Konversations-Lexikon. 6. Auflage, Band 17, Leipzig/Wien 1909, S. 351, (online);
7. ↑  Wappenbeschreibung auf genealogie-lorraine.fr (französisch)
8. ↑  Georg Lang: Der Regierungs-Bezirk Lothringen. Statistisch-topographisches Handbuch, Verwaltungs-Schematismus und Adressbuch, Metz 1874, S. 141 (online).
9. ↑  C. Stockert, Das Reichsland Elsaß-Lothringen. Geographischer Leitfaden für die Höheren Lehranstalten, Friedrich Bull, Straßburg 1873, S. 71–72 und S. 78;
10. ↑  Vollständiges geographisch-topographisch-statistisches Orts-Lexikon von Elsass-Lothringen. Enthaltend: die Städte, Flecken, Dörfer, Schlösser, Gemeinden, Weiler, Berg- und Hüttenwerke, Höfe, Mühlen, Ruinen, Mineralquellen u. s. w. mit Angabe der geographischen Lage, Fabrik-, Industrie- u. sonstigen Gewerbethätigkeit, der Post-, Eisenbahn- u. Telegraphen-Stationen u. geschichtlichen Notizen etc. Nach amtlichen Quellen bearbeitet von H. Rudolph. Louis Zander,  Leipzig 1872, Sp. 53 (online)
11. ↑  Statistisches Büreau des Kaiserlichen Ministeriums für Elsaß-Lothringen: Ortschafts-Verzeichniß von Elsaß-Lothringen. Aufgestellt auf Grund der Ergebnisse der Volkszählung vom  1. Dezember 1880. C. F. Schmidts Universitäts-Buchhandlung Friedrich Bull, Straßburg 1884, S. 143, Ziffer 1678.
12. ↑  Anonymes Mitglied des Katholischen Volksvereins: Die konfessionellen Verhältnisse an den Höheren Schulen in Elsaß-Lothringen. Statistisch und historisch dargestellt. Straßburg 1894, S. 37.
13. ↑  Saargemünd, Lothringen,  in: Meyers Gazetteer, mit Eintrag aus Meyers Orts- und Verkehrslexikon, Ausgabe 1912, sowie einer alten Landkarte der Umgebung von Saargemünd.
14. ↑  Céramique française 1970–2000: Donation France et Wolfgang Kermer. Sarreguemines: Editions Musées de Sarreguemines, 2018, ISBN 978-2-913759-24-4
15. ↑  Historique sommaire des sociétés qui se sont sucédées à la direction des usines de Sarreguemines et  des succursales. In: Sarreguemines-Passions. Asociation des collectionneurs de céramiques Sarreguemines, 2022, abgerufen am 14. März 2022 (französisch).
16. ↑  Hamman Philippe. Le changement de sens des faïenceries de Sarreguemines. In: Les Annales de la recherche urbaine, N°92, 2002. Ce qui demeure. pp. 105–114
17. 1 2  Politique économique et zones d’activités. In: Communauté d'Agglomération Sarreguemines Confluences. 2023, abgerufen am 29. Oktober 2023 (französisch).
18. ↑  Commune de Sarreguemines (57631). In: INSEE. Institut national de la statistique et des études économiques, 2023, abgerufen am 29. Oktober 2023 (französisch).
19. ↑  À la découverte de la faïencerie de Sarreguemines. In: Homycrush. 2023, abgerufen am 29. Oktober 2023 (französisch).
20. ↑  Antoine Vermeersch: A Sarreguemines-Hambach, la renaissance de Smartville sous la houlette d'Ineos. In: L'Usine Nouvelle. 17. August 2023, abgerufen am 29. Oktober 2023 (französisch).
21. ↑  Revault d’Allonnes: L'Élysée devrait annoncer un investissement de 710 millions pour une usine à Sarreguemines. In: Le Journal du Dimanche. 13. Mai 2023, abgerufen am 29. Oktober 2023 (französisch).

Achen |
Baerenthal |
Bettviller |
Bining |
Bitsch |
Bliesbruck |
Blies-Ébersing |
Blies-Guersviller |
Bousseviller |
Breidenbach |
Éguelshardt |
Enchenberg |
Epping |
Erching |
Ernestviller |
Etting |
Frauenberg |
Goetzenbruck |
Großblittersdorf |
Gros-Réderching |
Grundviller |
Guebenhouse |
Hambach |
Hanviller |
Haspelschiedt |
Hazembourg |
Hilsprich |
Holving |
Hottviller |
Hundling |
Ippling |
Kalhausen |
Kappelkinger |
Kirviller |
Lambach |
Lemberg |
Lengelsheim |
Le Val-de-Guéblange |
Liederschiedt |
Lixing-lès-Rouhling |
Loupershouse |
Loutzviller |
Meisenthal |
Montbronn |
Mouterhouse |
Nelling |
Neufgrange |
Nousseviller-lès-Bitche |
Obergailbach |
Ormersviller |
Petit-Réderching |
Philippsbourg |
Puttelange-aux-Lacs |
Rahling |
Rémelfing |
Rémering-lès-Puttelange |
Reyersviller |
Richeling |
Rimling |
Rohrbach-lès-Bitche |
Rolbing |
Roppeviller |
Rouhling |
Saargemünd |
Saint-Jean-Rohrbach |
Saint-Louis-lès-Bitche |
Sarralbe |
Sarreinsming |
Schmittviller |
Schorbach |
Schweyen |
Siersthal |
Soucht |
Sturzelbronn |
Volmunster |
Waldhouse |
Walschbronn |
Wiesviller |
Willerwald |
Wittring |
Wœlfling-lès-Sarreguemines |
Woustviller |
Zetting